# Yoanna House
Yoanna House (Jacksonville, 9 de abril de 1980) es una modelo y presentadora de televisión estadounidense, más conocida por haber sido la ganadora del ciclo 2 de America's Next Top Model.

## Biografía
House nació y creció en Jacksonville, Florida. Su padre, un médico, es de Canadá y su madre es de México. Desde su infancia, House mostró un gran interés en la moda, que según ella fue estimulada por su abuela, diciendo:

«Siempre estuve en su armario. Veíamos televisión, leíamos revistas, íbamos al centro comercial. Ella me enseñó acerca de la alta costura y lo importante que era. Mucho de mi apreciación vino de ella».

Después de graduarse de Bishop Kenny High School en 1998, House asistió a la Universidad del Norte de Florida, con especialización en relaciones internacionales y estudios asiáticos. House habla con fluidez el japonés y el español (que hablaba desde una edad temprana). Por esta época, House también comenzó a seguir una carrera en el modelaje de modas, pero afirmó que encontraba sus opciones limitadas porque tenía sobrepeso. Ella dice que finalmente perdió 45 libras después de cambiar su dieta y adoptar un plan de ejercicios.
House está casada con Greg Lineberry, ambos tuvieron a su primer hijo, Alastair, en agosto de 2008. Ellos viven en la ciudad de Nueva York.

## Carrera
House fue la ganadora del ciclo 2 de America's Next Top Model. Después de  Top Model, firmó con IMG Models. Hizo su debut como modelo de pasarela en la Semana de la moda de Mercedes-Benz en 2004, caminando por los diseñadores Petro Zillia, Custo Barcelona, Sue Wong y John Sakalis. Ella tuvo lugar en un desfile de promoción de Obsessed de America's Next Top Model que se estrenó en Oxygen. Sus asignaciones de modelado más visibles inmediatamente después de su victoria incluyen un comercial para la campaña de votación Declare Yourself, una portada para la revista Psychology Today, desplegados de moda en Hannah Anderson, Jane, anuncios de Look for Less, Metro Style, Careline y en Jacksonville, en el cual tuvo una portada y un desplegado para la línea de Sue Wong 2005 en la edición de agosto de 2010 de la revista. Se convirtió en presentadora de The Look for Less en 2005, en sustitución de Elisabeth Hasselbeck.
Al año siguiente, fue nombrada «el rostro» de The CW y apareció en comerciales y anuncios web para la nueva red. En proyectos en el extranjero, firmó con la agencia de modelos danesa 1st Opinion Model Management y ganó un contrato con Careline, una compañía de cosméticos israelí. Apareció en un comercial de la marca de maquillaje Sheer Cover, la línea de maquillaje de Leeza Gibbons, junto con la ganadora del ciclo 4 de America's Next Top Model, Naima Mora.
En el verano de 2008, House presentó la serie de telerrealidad de The N, Queen Bees, el cual intenta reformar a chicas malas. Ella filmó un PSA para Declare Yourself, parodiando un comercial de lápiz labial.